# Pellengahrbach
Der Pellengahrbach  (Gewässerkennzahl [GWK]: 32192) ist ein orografisch linker Zufluss zur Werse in Nordrhein-Westfalen. Der 2,7 km lange Bach entspringt in der Bauerschaft Rieth der Stadt Drensteinfurt südlich von Berthas Halde und mündet nach einem nördlichen, im Stadtgebiet von Drensteinfurt teilweise verrohrten Lauf nördlich von Drensteinfurt in die Werse. In trockenen Sommern fällt der Verlauf teilweise trocken.